# 壬生忠岑
壬生忠岑（日语：／ Mibu no Tadamine ?，約860年—約920年）是平安时代前期的歌人，三十六歌仙中的一位。有時又寫作，這兩字在日語中同音同義，都讀作。

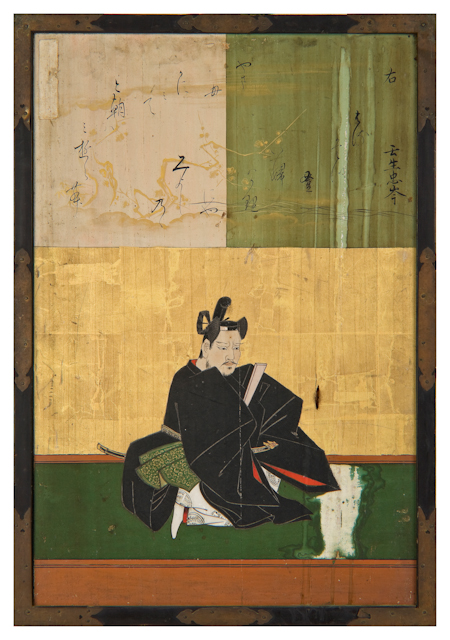
壬生忠岑（狩野安信所畫《三十六歌仙額》中其一）

## 經歷
甲斐國的國造壬生直家族從五位下壬生安綱之子也有木工允壬生忠衡之子的说法。古書《三十六人歌仙传》中记为“先祖不見”，認為是不清楚比較妥當。其子壬生忠見也是三十六歌仙之一。
壬生忠岑雖然出身為下級武官，但是其作為歌人的水平是一流的，被選為《古今和歌集》的編者之一。家集有《忠岑集》現存。

## 作品
他的作品風格溫和多抒情，富機智。後人藤原公任著書《和歌九品》中“上品上”也就是最高水平是以忠岑的歌為例子的。忠岑著名的歌有：
——壬生忠岑，拾遺和歌集・巻頭歌

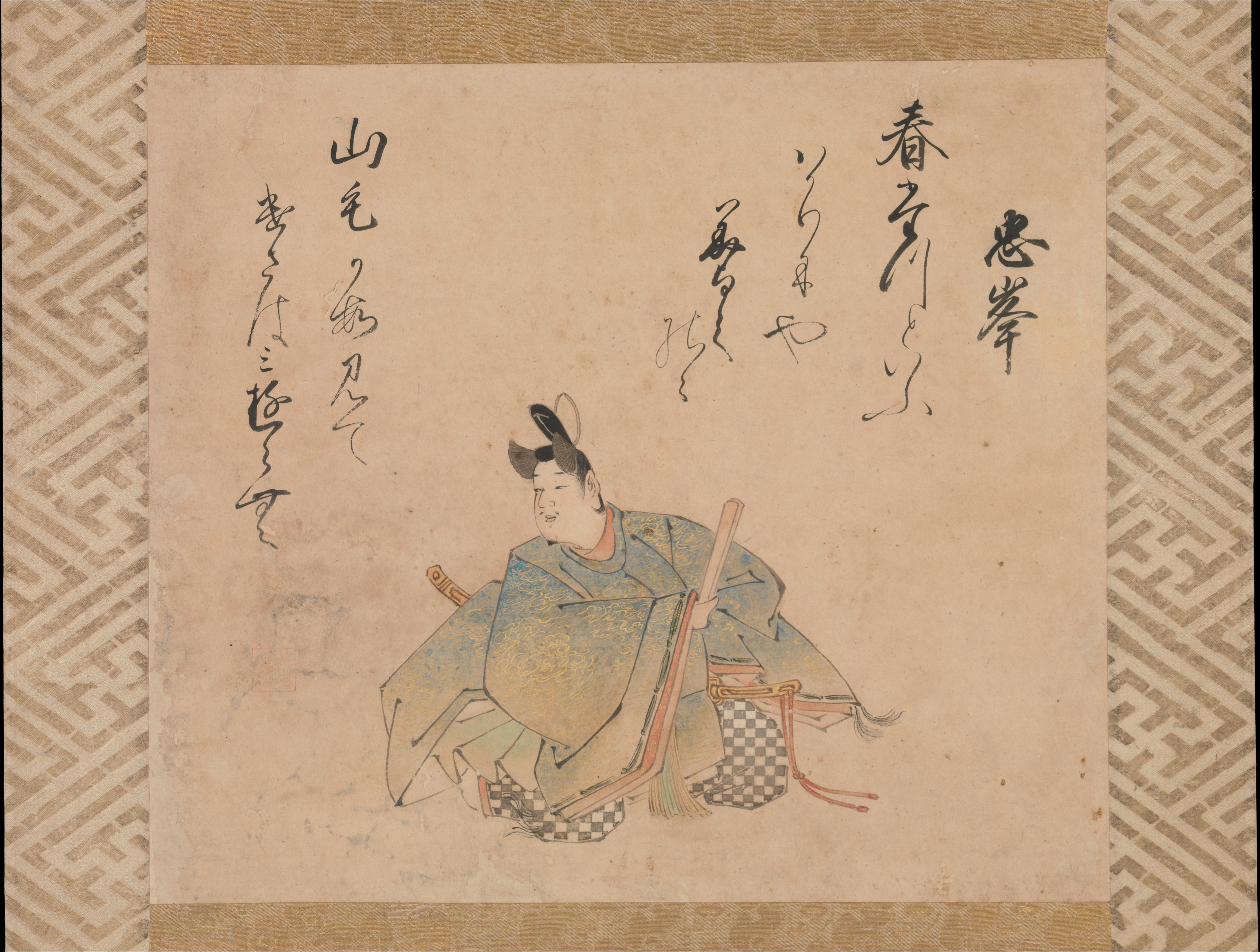
三十六歌仙之壬生忠岑，岩佐又兵衛畫。上面寫有“忠峯”和“春立つといふばかりにやみ吉野の山も霞みてけさは見ゆらむ”這首歌。

傳說將和歌分為十種的《和歌体十種》是忠岑所作，現在認為更可能是誤傳。

### 书目
- 桶谷秀昭（日语：桶谷秀昭）; 市川浩（日语：市川浩）; 谷田貝常夫. . 東京: 文字文化協會. 2012. ISBN 978-4-9905312-2-5 （日语）.